# Disaster recovery
Disaster recovery (odtwarzanie awaryjne) – procesy, polityki i procedury związane z wznowieniem lub utrzymywaniem infrastruktury teleinformatycznej, krytycznej dla organizacji, po wystąpieniu katastrofy naturalnej lub wywołanej przez człowieka.
W praktyce o procedurze disaster recovery mówi się najczęściej w kontekście dużych awarii, takich jak awaria całego centrum danych. W celu zapobieżenia skutkom takiej awarii buduje się zapasowe centrum danych (ang. disaster recovery center), które przejmuje rolę podstawowego centrum danych podczas awarii. Centrum zapasowe powinno być w odległej lokalizacji, aby zapobiec możliwości jednoczesnej awarii obu centrów, na przykład na skutek klęski żywiołowej całego regionu.
W związku z postępującym wzrostem popularności chmur obliczeniowych, coraz większego znaczenia nabierają usługi typu DRaaS (ang. disaster recovery as a service).
Planowanie disaster recovery jest częścią procesu planowanie ciągłości działania (BCP), skoncentrowaną na przywróceniu działania obszarów ICT, natomiast BCP obejmuje przywrócenie wszystkich obszarów danej organizacji.

## Historia
Odtwarzanie awaryjne opracowano pod koniec lat siedemdziesiątych, kiedy właściciele firm zaczęli dostrzegać zależność ich organizacji od systemów komputerowych. Przez zagrożenie jakim jest zakłócenie działalności, które nastąpiłoby po katastrofie związanej z informatyką, przemysł odzyskiwania po awarii opracował system zapasowych centrów komputerowych, organizacja Sun Information Systems (która później zmieniła nazwę na Sungard Availability Services) stała się pierwszym ważnym dostawcą usług budowania zapasowych centrów przetwarzania danych w USA, powstała w 1978 roku na Sri Lance.
W latach 80. i 90. branża IT szybko rosła, co zwiększyło zależność organizacji od systemów IT. Rozporządzenia dotyczące planów ciągłości działania i planów przywracania po awarii dla organizacji w różnych sektorach gospodarki, nałożone przez władze i partnerów biznesowych, zwiększyły popyt i doprowadziły do dostępności komercyjnych usług odzyskiwania po awarii, w tym mobilnych centrów danych.
Wraz z gwałtownym rozwojem Internetu od końca lat 90. do 2000 r. Organizacje każdej wielkości uzależniały się jeszcze bardziej od ciągłej dostępności swoich systemów informatycznych. Ta rosnąca zależność od systemów informatycznych, a także zwiększona świadomość na temat katastrof na dużą skalę, takich jak tsunami, trzęsienie ziemi, powódź i erupcja wulkanów, spowodowały pojawienie się produktów i usług związanych z odzyskiwaniem po awarii, od wysokiego poziomu. Udoskonalona sieć oznacza, że krytyczne usługi IT mogą być obsługiwane zdalnie, w związku z tym odzyskiwanie danych na miejscu stało się mniej ważne.
Rozwój chmury obliczeniowej od 2010 r. Jest kontynuacją tego trendu: w dzisiejszych czasach jeszcze mniejsze znaczenie ma fakt, że usługi obliczeniowe są fizycznie obsługiwane, o ile sama sieć jest wystarczająco niezawodna (odrębna kwestia i mniej niepokoju, ponieważ nowoczesne sieci są bardzo odporne przez swoją budowę) „Recovery as a Service” (RaaS) to jedna z cech bezpieczeństwa lub zalet chmury obliczeniowej promowanej przez Cloud Security Alliance.

## Przyczyny utraty danych
Można je podzielić na dwie szerokie kategorie. Pierwszą z nich są klęski żywiołowe, takie jak powodzie, huragany, tornada lub trzęsienia ziemi. Chociaż zapobieganie katastrofie naturalnej jest niemożliwe, to unikanie sytuacji podatnych na klęski żywiołowe i dobre planowanie może okazać się pomocne. Druga kategoria to katastrofy spowodowane przez człowieka, takie jak wycieki danych, awarie infrastruktury, bioterroryzm i katastrofalne błędy informatyczne lub nieudane wdrożenia zmian.

## Istota odtwarzania awaryjnego
Ostatnie badania wykazują, że wdrożenie planowania przed katastrofami jest bardzo opłacalne w dłuższej perspektywie. Każde 1 USD wydane na złagodzenie zagrożeń (takie jak plan przywracania systemu po awarii), ratuje 4 USD pod względem kosztów reakcji i odzyskiwania.
Na podstawie statystyk dotyczących przywracania danych po awarii z 2015 r. stwierdzono, że przestoje, które trwają godzinę, mogą kosztować małe firmy nawet 8000 USD, organizacje średniej wielkości 74 000 USD i 700 000 USD dla dużych przedsiębiorstw.